# ライメン (バーデン)
ライメン (ドイツ語: Leimen, ドイツ語発音: [ˈla‿imən] ( 音声ファイル)) はドイツ連邦共和国バーデン＝ヴュルテンベルク州ライン＝ネッカー郡に属す都市。ハイデルベルクの南約7kmに位置する。ヴァインハイム、ジンスハイムに次いでライン＝ネッカー郡第3の都市であり、周辺市町村とともにハイデルベルク中級中心地域に含まれる。
1970年代の市町村再編で創出された新しい町ライメンは、1981年に都市権を獲得し、1992年4月1日から大規模郡都市になっている。

## 地理
ライメンは、ライン＝ネッカー大都市圏の一角をなし、シュヴェツィンガー・ハルト周縁部からクライヒガウ丘陵への移行部沿いのオーバーライン地溝帯内に位置する。市内をライムバッハ川が流れている。市域の東部にはオクゼンバッハ川とガウアンゲルバッハ川が流れる。

### 隣接する市町村
以下の市町村がライメン市に隣接する。記載順は北から時計回りである。
ハイデルベルク（郡独立市）、ガイベルク、バンメンタール、マウアー、ヴィースロッホ、ヌスロッホ、ヴァルドルフ、ザントハウゼン（いずれもライン＝ネッカー郡）。ザントハウゼンの西にライメン市に属す無人の飛び地があり、オフタースハイム、ザントハウゼン、ヴァルドルフ、ライリンゲン、ホッケンハイムに取り囲まれている。

### 市の構成
ライメン市は5つの市区、すなわちガウアンゲルロッホ、ライメン、リンゲンタール、ザンクト・イルゲン、オクゼンバッハの各区からなる。公式な市区の名称は、「ライメン＝…」と表記され、ライメン区は「ライメン＝ミッテル」と称する。バーデン＝ヴュルテンベルク州の市町村法に基づき、市区は3つの居住区域に分類される。ライメンとリンゲンタール、ガウアンゲルロッホとオクゼンバッハがそれぞれ同じ居住区域となる。ガウアンゲルロッホとザンクト・イルゲンにはそれぞれ「ミュルガーアムト」と呼ばれる行政職の市職員が派遣されている。, 

## 歴史
ライメンは791年に「Leimheim」として初めて文献に記録されている。ロルシュ修道院とヴォルムス司教の両方が土地所有権を有していた。ガウアンゲルロッホは1016年、オクゼンバッハは1300年頃、リンゲンタールは1312年、ザンクト・イルゲンは「St. Aegidius（ザンクト・アイギディウス）」として1341年にそれぞれ最初の記録が遺されている。
1262年にブルフザール家はライメン村の領主権をライン宮中伯に委託し、1351年から完全にプファルツ領となった。ライメンはライン川に至るまでの西側の近隣村落、すなわちホッケンハイム、シュヴェツィンゲン、ヴァルドルフ、エーディンゲン、ネッカーラウ、あるいは市に昇格する前のマンハイムが属すキルヒハイマー・ツェント（当時の地方行政区画）に属した。1579年にこの集落に年の定期市を開催する権利が与えられ、1595年には都市で市場が開かれる町と称されている。1674年、ネーデルラント継承戦争によりライメンの一部が焼失し、プファルツ継承戦争中の1689年に完全に破壊された。
1771年、オクゼンバッハに行政機関が設けられ、近隣のマイスバッハもこの管轄下に置かれた。1797年にオクゼンバッハはマイスバッハとともに自治体に昇格し、隣接するリンゲンタールもこれに含まれた。
1779年、アーロン・エーリアス・ゼーリヒマン（1814年以降、アイヒタール男爵となる）によりライメンにタバコ工場が創立され、1792年には古典主義様式の邸宅が建設された。これが現在、市庁舎として用いられている建物である。
1803年にライメン、ガウアンゲルロッホ、オクゼンバッハ、リンゲンタール、ザンクト・イルゲンは、バーデン選帝侯、後のバーデン大公領となり、ハイデルベルク地方管区の自治体となった。1825年にこの地方管区はハイデルベルク都市管区と合併しハイデルベルク上級管区になった。ガウアンゲルバッハは初めネッカーゲミュント地域管区に属したが、1856年にエーバーバッハ地域管区に移り、1864年になってハイデルベルク地域管区となった。
1904年にハイデルベルクへの路面電車がライメンに達した。政治的には1918年に社会民主党が勢力を持った。社会民主党はヴァイマル共和政の終焉まで最有力政党であった。1933年にNSDAPが37%の票を獲得し、かろうじて勝利した。
1937年に自治体としてのオクゼンバッハが解体された。首邑のオクゼンバッハはガウアンゲルロッホ、リンゲンタール集落はライメン、マイスバッハ集落はヌスロッホにそれぞれ分割された。1年後に、それまでのハイデルベルク地域管区からハイデルベルク郡が創設された。このハイデルベルク郡は、1973年の郡再編により、新たに創設されたライン＝ネッカー郡の一部となった。
1981年、ライメンは市に昇格した。1990年に人口が2万人を越えた。これを承けてなされた大規模郡都市への昇格申請は、州政府の承認を得て、1992年4月1日に発効した。

### 宗教

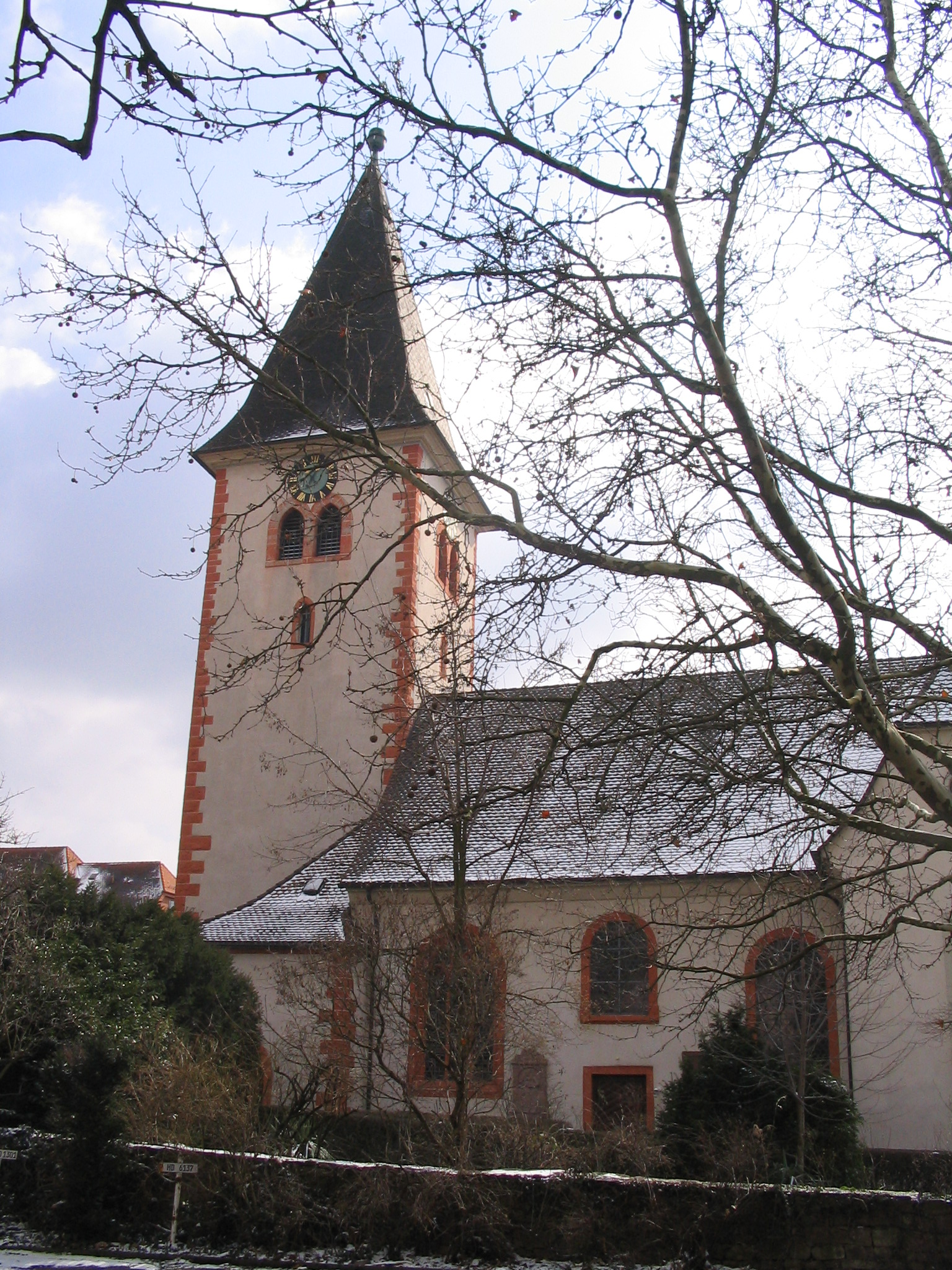
ライメンのプロテスタント教会

ライメンは初めヴォルムス司教区に属し、後にシュパイアー司教区に移された。他のプファルツ選帝侯領と同じようにライメンでも宗教改革がなされた。1556年にまずルター派に、1559年に改革派教会に宗派が変わった。ライメンとその周辺地域は、これ以後プロテスタント優位の土地となった。1699年からライメンに再びルター派教会が組織された。1803年に、改革派教会のプファルツ選帝侯領からルター派のバーデンに移されたのだが、両プロテスタント教会の統合令が1821年に執行された。それ以来、ライメンにはプロテスタント教会は統一された一つがあるだけである。このプロテスタント教会は、ヴィースロッホ監督管区の管轄下にある。1707年に聖アエギディウス教会がカトリックに譲渡されて以降（プファルツ教会分離令）、ザンクト・イルゲンのプロテスタント信者もライメン教区に属していたが、1916年に再び自らの教会を建設し、1930年には独立した教区が設立された。ガウアンゲルロッホは、宗教改革以降ほぼ一貫して独立した教区であり、時々他の村の信者をも管轄した。現在のプロテスタント教会は1901年から1902年に建設されたネオゴシック様式の建物である。ライメンとザンクト・イルゲンの教会組織は、プロテスタントのバーデン地方教会の北バーデン教会郡のヴィースロッホ教会管区に属す。ガウアンゲルロッホの教会組織はネッカーゲミュント教会管区に属す。

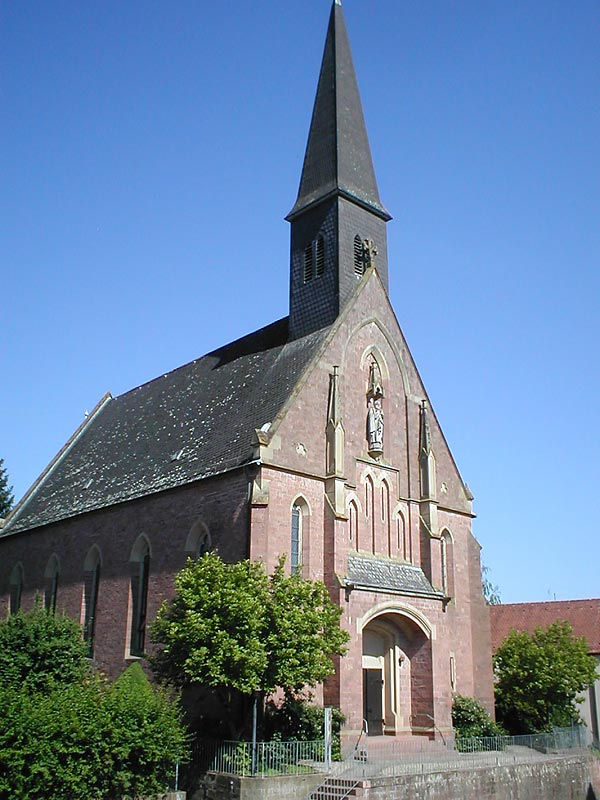
ガウアンゲルロッホの聖ペーター教会

宗教改革以降、残されたカトリック教徒は初め教会堂を持てずにいた。1707年になってプファルツ教会分離令によりザンクト・イルゲンの聖アエギディウス教会を獲得した。1725年にはヘルツ・イェーズ教会を建設した。この教会は1914年に別の場所に新しい建物が建てられた。ガウアンゲルロッホのカトリック信者らは、城趾で祭儀を執り行っていたが、1902年から1904年に新しい教会（聖ペーター教会）が建設され、1913年からは独立した教区となった。ライメン地区のプロテスタント信者らは、初めシュパイアー司教区に属していたが、1821年から1827年に新しく創設されたフライベルク大司教区に移り、そのハイデルベルク首席司祭区に属した。1976年にハイデルベルク市の首席司祭区に変更されると、ライメン地区の教区（ライメンのヘルツ・イェーズ教会、ガウアンゲルロッホの聖ペーター教会、ザンクト・イルゲンの聖アエゲディウス教会）は、ヴィースロッホ首席司祭区に移管され、現在もこれに属している。
これら2大キリスト教会の他、ライメンには自由教会の組織がある。その中には、チャーチ・オブ・ゴッド、バハイ教、新使徒教会などが含まれる。

### 市町村合併
ライメンは、以下の町村と合併された。
- 1937年: オクゼンバッハのリンゲンタール地区（オクゼンバッハ自身はガウアンゲルロッホに、マイスバッハ地区はヌスロッホに合併）
- 1973年10月1日: ガウアンゲルロッホ（1937年に合併されていたオクゼンバッハを含む）
- 1975年5月3日: ザンクト・イルゲン

### 人口推移
以下に各時点での市域（町域）における人口を示す。数値は、国勢調査 (1)あるいは各時点での統計当局の推計値に基づいている。
| 時点            | 人口（人） |
| --------------- | ---------- |
| 1577年          | 1,030      |
| 1727年          | 566        |
| 1809年          | 1,193      |
| 1871年12月1日   | 1,724      |
| 1880年12月1日 1 | 1,796      |
| 1890年12月1日 1 | 1,976      |
| 1900年12月1日 1 | 2,821      |
| 1910年12月1日 1 | 3,451      |
| 1919年10月8日 1 | 3,606      |
| 1925年6月16日 1 | 3,914      |
| 1933年6月16日1  | 4,160      |
| 1939年5月17日 1 | 4,178      |

| 時点            | 人口（人） |
| --------------- | ---------- |
| 1945年12月 1    | 4,720      |
| 1950年9月13日 1 | 5,957      |
| 1961年6月6日 1  | 7,261      |
| 1970年5月27日 1 | 9,318      |
| 1975年12月31日  | 16,322     |
| 1980年12月31日  | 17,043     |
| 1987年5月27日 1 | 18,225     |
| 1990年12月31日  | 20,361     |
| 1995年12月31日  | 24,621     |
| 2000年12月31日  | 26,478     |
| 2005年12月31日  | 27,049     |
| 2010年12月31日  | 27,225     |
| 2015年12月31日  | 26,910     |

1 国勢調査

## 行政

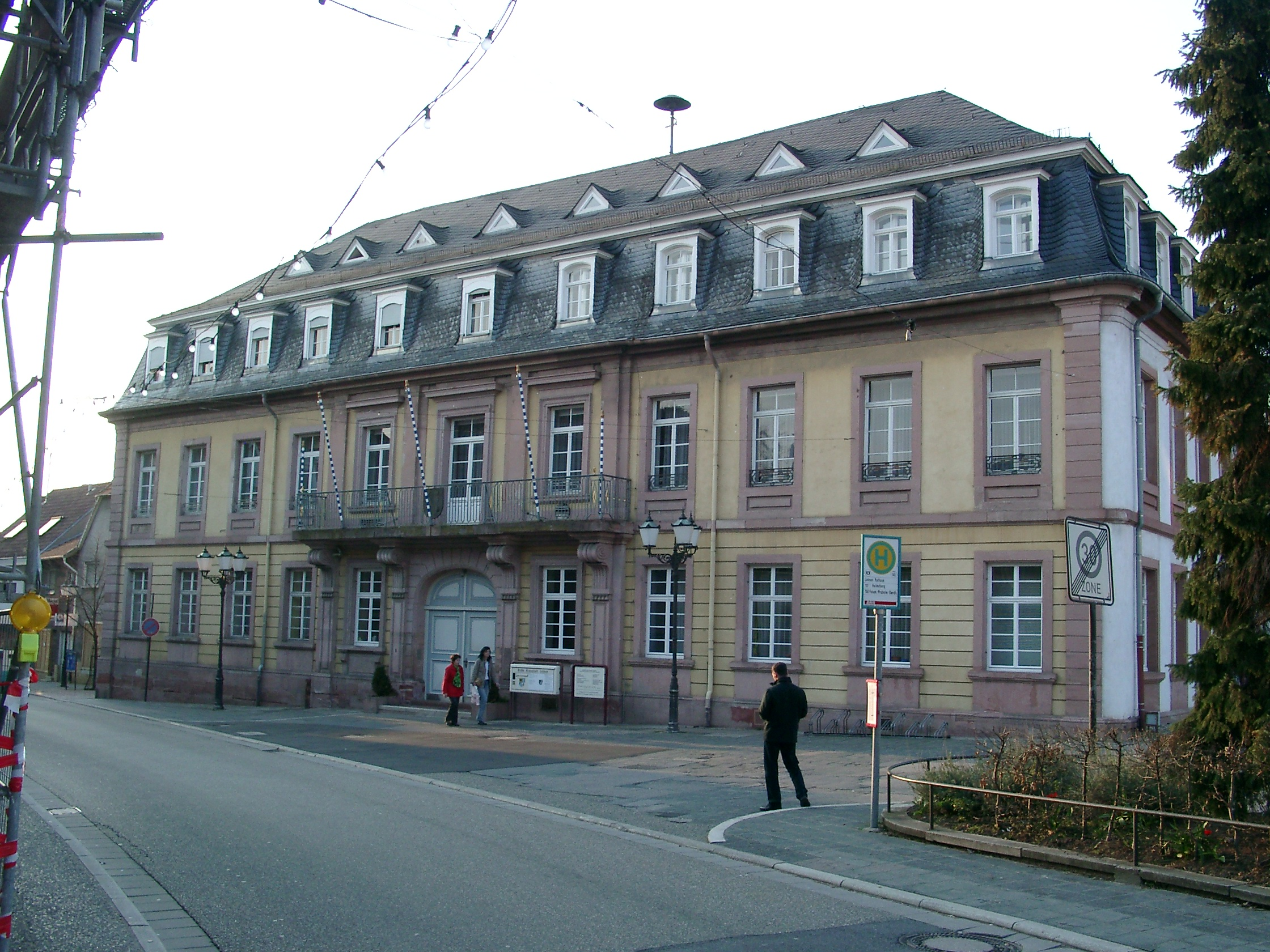
ライメン市役所

### 市議会
市議会は、5年ごとの直接選挙で選出される32人の議員からなる。これに議長として上級市長が加わる。ライメン、ガウアンゲルロッホ、ザンクト・イルゲンの各地区はこれに顧問を派遣している。

### 市長
この市の首長である市長、1992年からは上級市長と呼ばれる、は8年ごとに直接選挙で選出される。市長代理は、公式には第1市長という名の助役が務める。
第二次世界大戦以後の市長（上級市長）を列記する。
- 1946年 - 1948年: ゲオルク・アッペル
- 1948年 - 1976年: オットー・ホーク
- 1976年 - 2000年: ヘルベルト・エールバー（1992年から上級市長）

以後、上級市長
- 2000年 - 2016年: ヴォルフガング・エルンスト
- 2016年 - : ハンス D. ラインヴァルト

### 紋章
ライメンの市章は四分割されている。向かって左上は金地に赤い爪と舌で威嚇する黒いライオン。右上は青地にデザイン化された銀のユリ。左下は青地に銀の釣り針。右下は銀地に上向きの青いブドウの房で、緑の幹と向かって左向きに緑の葉が描かれている。
この紋章は、1981年にライン＝ネッカー郡当局の認可を得たものであるが、ライメンと現在はその市区となっているガウアンゲルロッホおよびザンクト・イルゲンの紋章を組み合わせたものである。プファルツ選帝侯のライオンとブドウの房は元のライメンの紋章にあったものである。ユリはザンクト・イルゲンの、釣り針はガウアンゲルロッホの紋章に由来する。後者は村の名前に因んだデザイン（Gau-angel-loch, Angel=釣り）であった。旗は青 - 白である。

### 友好都市
- タンクー（フランス、マルヌ県）1966年
- Tigy（フランス、ロワレ県）1970年に当時は独立した自治体であったザンクト・イルゲンとの間で友好都市提携。
- Cernay-lès-Reims（フランス、マルヌ県）1981年
- マフラ（ポルトガル、リスボン県）1990年
- Castanheira de Pera（ポルトガル、レイリア県）1993年

## 文化と見所

### 博物館
ザンクト・イルゲンには郷土博物館がある。

### 建築

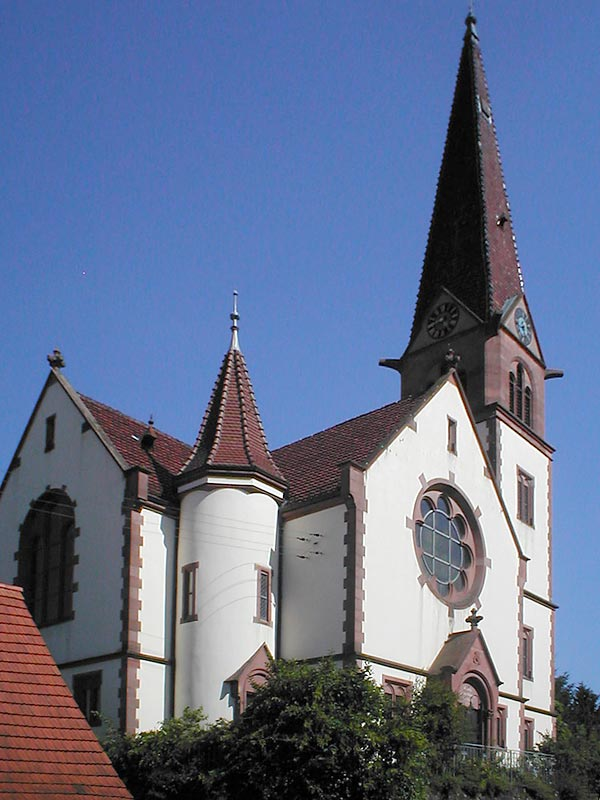
ガウアンゲルロッホのプロテスタント教会

かつてアーロン・エーリアス・ゼーリヒマン、後のアイヒタール男爵の邸宅であった鏡の間を持つ市庁舎は、市中心部を代表する建築物である。フランス塔、かつての市防衛施設の一部である市壁跡はこの都市の象徴的建造物である。プロテスタント教会は1681年から1683年に破壊された跡に再建されたもので、1732年と1932年にそれぞれ拡張されている。カトリックのヘルツ＝イェーズ教会は1914年に建設された。
聖アエギディウス教会は、ライムバッハ沿いの小さな並木道に面して建つロマンティックな情景はザンクト・イルゲン地区の白眉である。この教会は元々修道院教会であったが、1707年のプファルツ教会分離令によりカトリックの教区教会となったものである。ザンクト・イルゲンのプロテスタント教会は1916年に建設されたものである。ザンクト・イルゲンの地区庁舎にはマイセン磁器の鐘が備えられている。
ガウアンゲルロッホのベッテンドルフ城は現在ギャラリーとして用いられている。ガウアンゲルロッホの両教会はいずれも20世紀初めのネオゴシック様式の建築である。プロテスタント教会が1901年から1902年、カトリックの聖ペーター教会は1902年から1904年に建てられた。
オクゼンバッハの近郊、北緯49度20分12.22秒、東経8度43分58.47秒にNDBの無線標識の送信塔NKRがある

### スポーツ
- VfB ライメン
- KuSG ライメン

## 経済と社会資本

### 交通
ライメンは、連邦アウトバーンA5号線カールスルーエ - ハイデルベルク間（ヴァルドルフ/ヴィースロッホ・インターチェンジまたはハイデルベルク/シュヴェツィンゲン・インターチェンジ）からアクセスする。市中心部とザンクト・イルゲンの間を連邦道B3号線ハイデルベルク/ブルフザール間が走っている。北東部郊外を州道L600号線が通っており、2005年からは、古い石橋の上を新しく興味深い橋が跨いでエルゼンツタールとライン地溝帯を結んでいる。
ザンクト・イルゲンにはハイデルベルク - カールスルーエ線区のザンクト・イルゲン/ザントハウゼン駅があり、ハイデルベルク - シュトゥットガルト間を結ぶ鉄道が通っている。この駅をラインネッカーSバーンも利用している。この他の旅客交通としてはハイデルベルクから路面電車が伸びてきている。23系統はハイデルベルクのビスマルク広場まで直通しており、ライメン中心部で都市内をめぐる路線バスと接続している。ライメンはライン＝ネッカー交通連盟のサービス提供地域に含まれている。

### 公的機関
- 老人・養護ホーム

### 教育
ライメンには実業学校1校と、基礎課程・本課程学校が2校ある。ガウアンゲルロッホには基礎課程学校がある。
ライメンは音楽学校と市立図書館を運営している。

## 人物

### 出身者
- アーロン・エーリアス・ゼーリヒマン（1747年 - 1824年）プファルツ選帝侯の財務官。後のアイヒタール男爵。
- ヨーゼフ・エドラー・ホン・ヘニクシュタイン（1768年 - 1838年）芸術後援家で、モーツァルトの友人として知られる。
- フェルディナンド・ランガー（1839年 - 1905年）オペラ作曲家
- ボリス・ベッカー（1967年 - ）テニス選手
- ライナー・ブーマン（1981年 - ）チェスのグランドマスター

## 引用
1. ↑  Statistisches Landesamt Baden-Württemberg – Bevölkerung nach Nationalität und Geschlecht am 31. Dezember 2023 (CSV-Datei)
2. ↑  Max Mangold, ed (2005). Duden, Aussprachewörterbuch (6 ed.). Dudenverl. p. 505. ISBN 978-3-411-04066-7
3. ↑  Hauptsatzung der Stadt Leimen vom 1. Februar 2001 zuletzt geändert am 16. September 2004
4. ↑  Das Land Baden-Württemberg. Amtliche Beschreibung nach Kreisen und Gemeinden. Band V: Regierungsbezirk Karlsruhe Kohlhammer, Stuttgart 1976, ISBN 3-17-002542-2. S. 378–380
5. ↑  Herwig John, Gabriele Wüst: Wappenbuch Rhein-Neckar-Kreis. Ubstadt-Weiher 1996, ISBN 3-929366-27-4, S. 73